# 勁松駅
勁松駅（けいしょう-えき）は、中華人民共和国北京市朝陽区に位置する北京地下鉄10号線の駅である。

## 駅構造
島式ホーム1面2線の地下駅で、ホームドア完備。

## 駅周辺
- 華泰飯店
- 楽遊飯店
- 海文大厦
- 勁松橋
- 農光里

## 歴史
- 2008年7月19日 - 開業。

## 隣の駅
北京地下鉄
■10号線
双井駅 - 勁松駅 - 潘家園駅
座標: 北緯39度52分59秒 東経116度27分18秒 / 北緯39.88301度 東経116.4551度